# Gracias a la vida (álbum de Joan Baez)
Gracias a la Vida es el decimosexto álbum de estudio de la cantautora estadounidense de folk Joan Báez, publicado por A&M Records en 1974.
El disco está interpretado en lengua española, a excepción de una canción en lengua catalana. Báez indicó en el momento que lanzó el álbum como "un mensaje de esperanza al pueblo chileno que estaba sufriendo bajo el gobierno de Augusto Pinochet", tras la muerte del presidente Salvador Allende. Báez siempre fue crítica de la política exterior del gobierno estadounidense en América Latina, y en sus viajes siempre trabajó para mejorar los derechos humanos en la región. Las canciones incluyen selecciones compuestas por los chilenos Víctor Jara (quien fue torturado y asesinado después del Golpe de Estado del 11 de septiembre de 1973) y Violeta Parra, quien compuso la canción que da título al disco. Asimismo la canción "No nos moverán" viene precedida de una introducción recitada del poema "Sube a nacer conmigo hermano" del poeta Pablo Neruda.
Entre los países representados en las canciones están México, Cuba, Chile y España. El álbum tuvo escaso éxito en Estados Unidos y mejor aceptación de Sudamérica.
En su primera edición en España, en pleno franquismo, las canciones "No nos moverán" y "Las madres cansadas" fueron censuradas.

## Lista de canciones
1. "Gracias a la vida" (Violeta Parra) - 3:36
2. "Llegó con tres heridas" (de un poema de Miguel Hernández, musicalizada por Joan Manuel Serrat) - 2:16
3. "La Llorona"  (tradicional) - 3:42
4. "El preso número nueve" (Los Hermanos Cantoral) - 3:26
5. "Guantanamera" (Joseíto Fernández, Jose Martí, adapted by Julián Orbón) - 3:53
6. "Te recuerdo Amanda" (Víctor Jara) - 2:34
7. "Dida" (Joan Báez) - 3:35
8. "Cucurrucucú paloma" (T. Méndez) - 4:32
9. "Paso río" (tradicional) - 0:57
10. "El Rossinyol" (tradicional catalán) - 3:05
11. "De colores" (tradicional) - 2:30
12. "Las madres cansadas" (Joan Báez) - 3:00
13. "No nos moverán" (tradicional) - 3:42
14. "Esquinazo del guerrillero" (F. Alegría/R. Alarcón) - 2:42

## Personal
- Joan Báez: Guitarra acústica y clásica, voz solista.
- Sally Stevens: Guitarra acústica y clásica.
- Jim Hughart: Guitarra Bajo.
- Edgar Lustgarten: Chelo.
- Lalo Lindgron: Arpa y armónica.
- Andrea Willis: Coros.
- Jackie Ward Singers: Coros.
- Milt Holland: Percusión.